# Bartoșivka, Kozova
Bartoșivka (în ucraineană Бартошівка) este un sat în comuna Șcepaniv din raionul Kozova, regiunea Ternopil, Ucraina.

## Demografie
Componența lingvistică a localității Bartoșivka
     Ucraineană (100%)
Conform recensământului din 2001, toată populația localității Bartoșivka era vorbitoare de ucraineană (100%).